# Constantin Vișoianu
Constantin Vișoianu (ur. 4 lutego 1897 w Urlați, zm. 4 stycznia 1994 w Waszyngtonie) – rumuński prawnik, polityk i dyplomata, minister spraw zagranicznych (1944-1945).

## Życiorys
Był synem nauczyciela Iona i Lucreții z d. Emilian. Po rozwodzie rodziców zamieszkał z ojcem w Slatinie, gdzie uczył się w miejscowej szkole. Ukończył studia na wydziale filologicznym Uniwersytetu Bukareszteńskiego, a następnie obronił pracę doktorską z zakresu prawa w Paryżu. W 1926 powrócił do Rumunii, gdzie pracował w Izbie Adwokackiej w Olcie, a następnie w Bukareszcie. Należał zo zespołu doradców Ligi Narodów (departament języków i narodowości w Genewie). W latach 1931–1933 reprezentował Rumunię na Konferencji Rozbrojeniowej Ligi Narodów. W latach 1933–1935 kierował rumuńską placówką dyplomatyczną w Hadze, a następnie w Warszawie (1935-1936).
W latach 30. pisał artykuły o polityce zagranicznej do czasopism wydawanych w Bukareszcie (Viața românească, Jurnalul, Jurnalul de dimineață, Adevărul).
W kwietniu 1944 na polecenie Iuliu Maniu wyjechał do Kairu, gdzie bezskutecznie próbował wynegocjować z aliantami zachodnimi warunki rozejmu dla Rumunii. W listopadzie 1944 objął stanowisko ministra spraw zagranicznych w rządzie Constantina Sănătescu, a następnie w kolejnym, kierowanym przez Nicolae Rădescu. W 1946 potajemnie opuścił Rumunię, do której nigdy już nie powrócił.
W listopadzie 1947 Sąd Wojskowy w Bukareszcie skazał zaocznie Vișoianu na 15 lat więzienia i konfiskatę mienia. Zamieszkał w Stanach Zjednoczonych. Od 1948 kierował Rumuńskim Komitetem Narodowym, jedną z najbardziej wpływowych organizacji rumuńskiej emigracji politycznej. Zmarł w Waszyngtonie z powodu choroby nowotworowej. Pochowany na cmentarzu Rock Creek w Waszyngtonie.
Był żonaty (żona Florica).